# Света Богородица (Теологос)
„Света Богородица“ (на гръцки: Παναγία) е православна манастирска църква, разположена край село Теологос на остров Тасос, Егейска Македония, Гърция, част от Филипийската, Неаполска и Тасоска епархия на Вселенската патриаршия.

## Местоположение
Разположена е до река Агия Василики, в югозападния край на селото. Църквата е католикон на стар манастир, вероятно първоначално метох на атонския Филотеев манастир. Близо до нея има работилница, костница, фурна и малка църква „Свети Модест“.

## История
Храмът в този си вид с женска църква храмът датира от 1780 година. Големият Дейсис на иконостаса не се състои от малки икони, а от една голяма дъска, широка 0,35 cm. Между образите на светците са нарисувани колони. На изображението на Свети Йоан Предтеча има следното посвещение:
| „ | Μνήστη Κ(ύριε) των δούλον του Θ(εο)ύ Ιωάννου ηερέος του Ξανθόπουλου. πρεσβι τέρις Μαρίας έτου(ς) ΖΡΜΑ (7141, 1633) | “ |

Споменатият свещеник Йоанис Ксантуполос вероятно е основател или ктитор на предишната фаза на храма. Подобен надпис има и на престолната икона на Света Богородица, преместена в църквата „Свети Димитър“. 1633 година трябва да се приема за terminus ante quem за създаването на храма. Останалата част от храма, както и останалите сгради в манастира и църквата „Свети Модест“ датират от средата на втората половина на XVIII век или около 1780 година, за което има и устни свидетелства от жители на селото.

## Архитектура
В архитектурно отношение представлява еднокорабен храм с женска църква. Външните размери са 13,5 m дължина, 6,15 m ширина и 3,15 m височина при входа. Площта е 83,3 m2. Градежът е от мраморни плочи, като в стените има вградени и стари архитектурни елементи. Входът на западната врата има извит трегер и над него има сляпа ниша, в която е имало изображение на Света Богородица. Покривът е двускатен, като над входа има извивка. Три каменни стъпала водят в пространството под женската църква, високо 2,2 m, докато основният наос е 3,65 m. От трите страни на църквата има пейки с каменна основа. Подът е постлан с плочи.
До женската църква в западната част води стълба с три каменни и девет дървени стъпала отляво на входа. Четири мраморни стъпала на северната стена водят до въшния вход на женската църква. Разликата в дебелината на стените говори, че частта на женската църква е по-нова и надписът от 1633 година се отнася само за наоса без женската църква. Храмът е осветен от два прозореца на южната страна и един в женската църква. Те имат сложни мраморни рамки с извити дъги. В зидарията има вградени и два римски мраморни архитектурни елемента, което говори, че районът е бил обитаван в античността.

## Иконостас
Иконостасът е прав, триреден и завършва с голям дървен кръст с изрисувано разпятие. Отстрани има два дракона, от чиито усти излизат цветя. Да драконите се крепят тъжните иконите на Свети Йоан Богослов и Света Богородица, които са в резбовани дървени рамки. Кръстът има резбована лозница. Тази резба не е от същия автор като Дейсиса и царската икона на Богородица и е от XVII век. Северно от главната апсида е полукръглата ниша на протезиса. Две други правоъгълни ниши има на северната и южната стена на олтарното пространство. Царските икони са заменени с нови.

## Стенописи
На източната част на северната стена и на източната стена има стенописи от XVII век. Стенописите пазят традиционната техника от XVI век и липсват фолклорни елементи. Зографът е съсредоточен в предаването на лицата на светците. В долния регистър са изобразени светци в цял ръст – от запад на изток са Параскева, Виктор, Мина, Меркурий, Йоан Богослов, Теодор Стратилат, Димитър и Георги. Над тях са изобразени сцени от живота на Христос. На южната стена е оцеляла само по-нов стенопис на светец, в различен стил със силни фолклорни характеристики. В нишата на протезиса са изобразени Човек на скърби, а в централната апсида Света Богородица Влахернска до кръста с ангели в медальони отстрани. Под Богородица са тримата йерарси и два ангела отстрани на композицията Поклонение на жертвата, в която е изобразен Божият агнец, държащ чашата на причастието. Над апсидната ниша е Възнесението. В южната част на източната стена е изобразен Свети Николай, а на източната част на северната стена Свети Кирил Александрийски, Свети дякон Роман и Рождество Христово.